# عميرة البرلسي
شهاب الدّين أحمد البُرُلُّسي المصري الشافعي، الملقّب بـ«عَمِيرة» (ت 957هـ / 1550م) فقيه شافعي. له حاشية مشهورة على كتاب «كنز الراغبين شرح منهاج الطالبين» للإمام جلال الدين المحلي (ت 864هـ).

## شيوخه
أخذ العلم عن الشيخ عبد الحق السّنباطي، والبرهان بن أبي شريف، والنّور المحلّى، وزكريا الأنصاري.

## تلاميذه
من تلاميذه: محمد بن أبي الحسن البكري.

## أقوال العلماء فيه
- قال ابن العماد الحنبلي: وكان عالماً، زاهداً، ورعاً، حسن الأخلاق، يدرّس ويفتي، وانتهت إليه الرئاسة في تحقيق المذهب.[1]

- وقال نجم الدين الغزي: انتهت إليه الرياسة في تحقيق المذهب (الشافعيّ)، يدرّس ويفتي حتى أصابه الفالج ومات به.[2]